# Varsányi Pongrác
Varsányi Pongrác Móric Pál (Nemespann, 1828. november 14. – Nemespann, 1889. június 14.) nyitrai piarista szerzetes, tanár, néprajzi gyűjtő.

## Élete
Varsányi Ferenc (1802-1862) és Mészárovics Franciska (1804-1881) fia. Gimnáziumi tanulmányait Nyitrán végezte. Diákévei alatt Ipolyi Arnoldnak küldött folklórfeljegyzéseket, melyek egy részét 2006-ban közölték, másik része valószínűleg Kálmány Lajos kéziratával együtt elveszett. 1847. szeptember 22-én lépett először a piarista rendbe. Próbaévét Trencsénben kezdte, de az 1848–49-es forradalom és szabadságharc eseményeinek hatására a rend kénytelen volt újoncnövendékei nagy részét elbocsátani. 1849. november 22-én Trencsénben lépett újra a piarista rendbe.
Próbaéve után 1850-1852 között a privigyei piarista iskola elemi osztályaiban kezdett tanítani. 1852-ben Nyitrára küldték az új tanrend szerinti 8. osztály elvégzésére és érettségire. 1853. május 16-án fogadalmat tett. Ezután az 1853/1854-es tanévben a tatai elemi iskolában, 1854-től pedig a kecskeméti gimnáziumban tanított, és megkezdte teológiai tanulmányait. Az 1855/1856-os tanévben Kalocsán rendes hittanhallgató volt, elvégezte a teológiát, 1856. augusztus 2-án áldozópappá szentelték.
Az 1856/1857-es tanévben Máramarosszigeten, majd három évig Sátoraljaújhelyen, egy évig Léván, az 1861-1862-es tanévben ismét a privigyei elemiben, 1862/1863-ban Nyitrán, 1863/1864-ben Debrecenben, végül 1864 és 1867 között ismét a Nyitrai Piarista Gimnáziumban tanított.
Nyitrára azért tért vissza, mivel egészsége megrendült, és szülei, rokonai közelében akart lenni. Idegi betegsége a következő három évben elhatalmasodott rajta. Az 1866/1867-es tanévben emiatt kénytelen volt elhagyni a katedrát, és 1867 augusztusában hazaköltözött Nemespannra. 1867 decemberében még helyben temetést végzett. Édesanyja önfeláldozó ápolása dacára üldözési mániája teljesen hatalmába kerítette, és a következő 22 évet szülőfalujában elzártan élte le. 1889 tavaszán szélhűdést kapott és testileg is leépült, majd rövidesen elhunyt. Nemespannon, édesanyja és testvére mellé temette 1889. június 16-án Varga János nagycétényi helyettes plébános.

## Jegyzetek

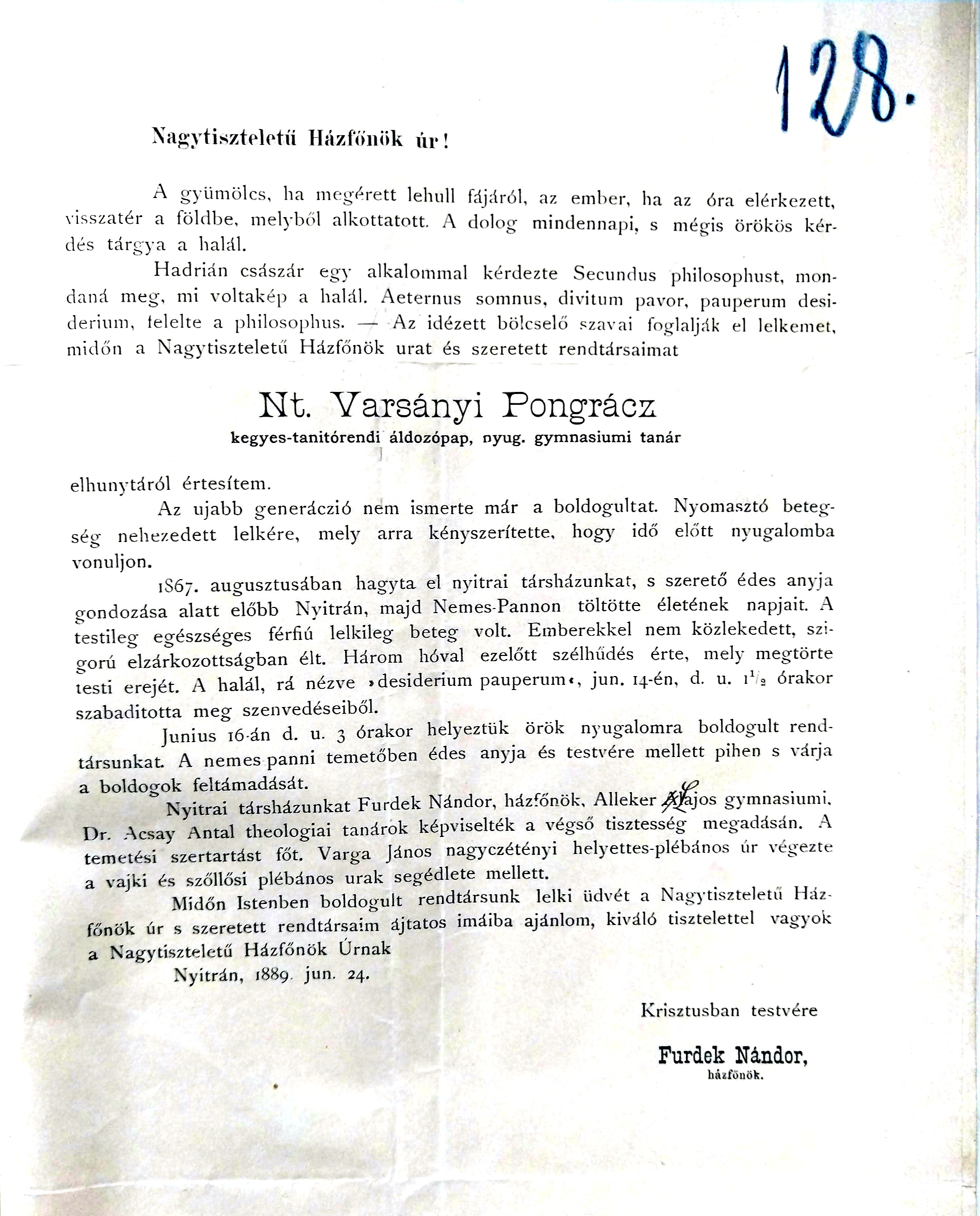